# Août 1979

## Événements
- Massacres ethniques au Burundi.

- 1er août (Portugal) : démission du gouvernement de Carlos Mota Pinto et dissolution du parlement. Gouvernement de transition de Maria de Lourdes Pintasilgo. Victoire de la droite modérée aux élections législatives de décembre.
- 1er - 7 août[1] : sommet du Commonwealth de Lusaka qui résout la question rhodésienne avec l’organisation d’élections libre en février 1980.
  - À Lusaka, les cinq États de la ligne de front contre l’apartheid (Angola, Botswana, Mozambique, Tanzanie et Zambie) développent leur coopération pour réduire leur dépendance économique vis-à-vis de l’Afrique du Sud. Rejoint l’année suivante par le Lesotho, le Swaziland, le Malawi et le Zimbabwe, ils mettent sur pied une conférence pour la Coordination du Développement Sud-Africain (Communauté de développement de l'Afrique , 17 avril 1980), qui cherche à réorganiser le système de transport pour éviter les ports de l’apartheid, à attirer des investissements étrangers et à promouvoir le commerce interrégional.
- 5 août : la Mauritanie se désengage du conflit contre le Front Polisario. Le Maroc continue la guerre
- 10 août : le populiste Jaime Roldós Aguilera (38 ans), est élu démocratiquement président de l’Équateur. Il forme un gouvernement réformiste.
- 11 août : rupture du barrage Macchu-2 près de Morvi en Inde faisant entre 2 000 et 15 000 victimes.
- 12 août (Formule 1) : Grand Prix automobile d'Autriche
- 21 août : accords de Lagos signés par les représentants de onze factions tchadiennes et de neuf pays africains.
- 25 août - 8 septembre : l'ouragan David, l'un des ouragans les plus meurtriers de la seconde moitié du XXe siècle, fait plus de 2 000 victimes, principalement en République dominicaine.
- 26 août (Formule 1) : Grand Prix automobile des Pays-Bas
- 27 août : attentat de l’IRA provisoire qui coûte la vie à Lord Mountbatten.
- 28 août (Rallye automobile) : arrivée du Rallye de Finlande.
- 31 août : les États-Unis révèlent qu'une brigade soviétique est stationnée à Cuba.

## Naissances
- 1er août : Jason Momoa, acteur, producteur et réalisateur américain.
- 3 août : Evangeline Lilly, actrice canadienne.
- 10 août : Kent Davyduke, joueur de hockey sur glace canadien.
- 12 août : Ian Hutchinson, pilote de moto britannique.
- 13 août : Kasia Smutniak, mannequin et actrice polonaise et irlandaise.
- 14 août : Jamie Parker, acteur britannique.
- 15 août : Zelimkhan Khangoshvili officier géorgien d'origine tchétchène († 23 août 2019).
- 27 août : « El Capea » (Pedro Gutiérrez Lorenzo), matador espagnol.
- 31 août :
  - Mickie James, catcheuse de la TNA.
  - Marie Warnant, chanteuse belge et américaine.

## Décès
- 3 août : Alfredo Ottaviani, cardinal italien, préfet de la Congrégation pour la doctrine de la foi (° 29 octobre 1890).
- 4 août : Roger Lambrecht, coureur cycliste belge (° 1er janvier 1916).
- 17 août : Vivian Vance, actrice américaine (° 26 juillet 1909).
- 20 août : Christian Dotremont, peintre et poète belge (° 12 décembre 1922).
- 25 août : 
  - Jean Rouppert, dessinateur, peintre et sculpteur (° 15 août 1887).
  - Mimie Wood, bibliothécaire et secrétaire néo-zélandaise (° 4 décembre 1888)
- 27 août : Lord Mountbatten, assassiné par l'IRA provisoire.
- 29 août : Mary Marquet, actrice française d'origine russe.